# Stenaoplus khasianus
Stenaoplus khasianus là một loài tò vò trong họ Ichneumonidae.